# Ciega a citas
Ciega a citas és una sèrie de televisió de gènere còmic, produïda per Mediaset España Comunicación en col·laboració amb Big Bang Media per la seva emissió a Cuatro. La ficció, estrenada el 10 de març de 2014 i protagonitzada per Teresa Hurtado i Álex Gadea, està inspirada en la telenovel·la argentina del mateix nom creada per Carolina Aguirre i protagonitzada per Muriel Santa Ana. Aquesta producció és la primera aposta de ficció pròpia del canal des que acabessin Valientes el 2010. En el període d'estiu la sèrie va baixar considerablement en espectadors i es va veure perjudicada per la seva principal rival, Zapeando, per la qual cosa la cadena va decidir no renovar la sèrie per una tercera temporada.

## Sinopsi
Ciega a citas és la història de Lucía (Teresa Hurtado), que té 30 anys, està soltera, té un treball de periodista on no se sent valorada, té sobrepès i una germana menor per part de mare, Irene (Arancha Martí), que no sols és perfecta sinó que està a punt de casar-se. Quan anuncia la notícia, la seva mare, Maruchi (Elena Irureta) fa una aposta amb Irene: Si Lucía no arriba sola, grossa i vestida de negre al dia de les noces, mentre fan aquesta aposta la protagonista s'assabenta, i llavors ella aposta amb la seva mare que si ella arriba al dia de les noces, amb nuvi, amb uns quilos menys i sense vestir de negre es quedarà amb la casa de l'àvia, i aquí comencen les seves desventures de 275 dies per a aconseguir un nuvi que li acompanyi a la cerimònia. Passat un temps, comença a rebre cartes i caixes de bombons, d'un admirador secret, que la comença a assetjar, dient-li que els homes amb els que ha sortit no són massa bons per a ella i que ell és l'únic que la pot fer feliç, per la qual cosa Lucía crida a la policia, que li diu que pot ser algú pròxim a ella, per la qual cosa se sent insegura, trista i traïda en estar amb els seus amics i companys de treball.

## Repartiment

### Repartiment principal
- Teresa Hurtado de Ory - Lucía González Soler (Episodi 1 - Episodi 140)
- Álex Gadea - Sergio Feo (Episodi 1 - Episodi 140)
- Octavi Pujades - Carlos Rangel (Episodi 1 - Episodi 140)
- Elena Irureta - Maruchi Soler (Episodi 1 - Episodi 140)
- Arancha Martí - Irene Zabaleta Soler (Episodi 1 - Episodi 140)
- Joaquín Climent - Zabaleta (Episodi 1 - Episodi 140)
- Luis Fernando Alvés - Ángel González (Episodi 1 - Episodi 140)
- Belinda Washington - Pilar Aranda Serrano (Episodi 1 - Episodi 140)
- Ramón Pujol - Miguel Ayala (Episodi 1 - Episodi 140)
- Marta Nieto - Natalia Valdecantos (Episodi 1 - Episodi 140)
- Miguel Diosdado - Rodrigo Carrión (Episodi 1 - Episodi 140)
- Rubén Sanz - Raúl Estévez (Episodi 1 - Episodi 140)
- Rebeca Salas - Críspula "Kris" Soto (Episodi 1 - Episodi 140)
- Nico Romero Simón Lozano (Episodi 1 - Episodi 140)
- Jorge Roelas - Adolfo Morcillo (Episodi 1 - Episodi 140)

### Repartimemt recurrent
- Miguel Guardiola - Pepe (Episodi 1 - Episodi 139)
- Luis Cao - Arturo Riquelme (Episodi 1 - Episodi 139)
- Carlos Manuel Díaz - Pablo Valdecantos (Episodi 1 - Episodi 139)
- Javier Mejía - Novoa (Episodi 1 - Episodi 140)
- Javier Antón - Satur (Episodi 4 - Episodi 140)
- Víctor Massán - Fabio (Episodi 6 - Episodi 55)
- David Villaraco - Jorge Luján (Episodi 9 - Episodi 18)
- Inma Isla - Petra (Episodi 13; Episodi 26; Episodi 89 - Episodi 94; Episodi 131 - Episodi 133; Episodi 135 - Episodi 140)
- Gonzalo Ramos - Víctor (Episodi 18 - Episodi 29)
- Álex Hernández - Lolo (Episodi 21 - Episodi 140)
- Adriana Torrebejano - Beatriz (Episodi 21 - Episodi 130)
- Andrea Dueso - Vane (Episodi 27 - Episodi 70)
- Carmen Arévalo - Elena (Episodi 29 - Episodi 86)
- Mon Ceballos - Alonso Alonso (Episodi 36 - Episodi 130)
- Jorge Suquet - Jorge Valdecantos (Episodi 41 - Episodi 65)
- Norma Ruiz - Laura (Episodi 41 - Episodi 42; Episodi 45; Episodi 51 - Episodi 52; Episodi 54; Episodi 56; Episodi 73; Episodi 76; Episodi 84; Episodi 101)
- Elena Ballesteros - Rebeca de la Torre (Episodi 72 - Episodi 94)
- Carolina Bang - Covadonga "Cova" García (Episodi 87 - Episodi 130)
- Pablo Puyol - Alberto (Episodi 91 - Episodi 130)
- Eva Marciel - Marga (Episodi 101 - Episodi 120)
- Miriam Benoit - Paola (Episodi 105 - Episodi 130)
- Javier Ambrossi - Cristiano, becari de Morcillo (Episodi 111 - Episodi 135)
- Ainhoa Santamaría - Inés (Episodi 116 - Episodi 129)
- Fran Nortes - Juan (Episodi 116 - Episodi 129)

### Repartiment episòdic
- Álex Adróver - Moisés/Adrián (Episodi 4 - Episodi 6; Episodi 43)
- Cristina Urgel - Alba Mínguez (Episodi 11 - Episodi 16; Episodi 34; Episodi 36 - Episodi 37; Episodi 40)
- Gonzalo Kindelán - Nuno (Episodi 22 - Episodi 25)
- Arlette Torres - Lucrecia Trujillo (Episodi 37 - Episodi 45)
- Eduardo Aldán - Gustavo (Episodi 51 - Episodi 61)
- Cristina Serrato - Nora Domínguez (Episodi 53 - Episodi 64)
- Oriol Tarrasón - Marcos (Episodi 56 - Episodi 60)
- Marta Calvó - Araceli (Episodi 67 - Episodi 70)
- Raúl Peña - David (Episodi 70 - Episodi 75; Episodi 136 - Episodi 139)
- Carlos García - Xavi (Episodi 76 - Episodi 81; Episodi 86 - Episodi 87)
- Maggie Civantos - Sonia (Episodi 77 - Episodi 79; Episodi 82; Episodi 84 - Episodi 85)
- Elisa Lledó - Eli Romero (Episodi 85 - Episodi 95)
- Iván Morales - Jaime Gálvez (Episodi 89 - Episodi 94)
- Ana Rujas - Reme (Episodi 100 - Episodi 105)
- Dani Pérez Prada - Ramón (Episodi 101 - Episodi 108)
- Alba Messa - Amiga de Ana (Episodi 103 - Episodi 104)
- Yara Puebla - Cristina Pastor (Episodi 103 - Episodi 105)
- Esmeralda Moya - Ana (Episodi 103 - Episodi 114)
- Roger Berruezo - Rosauro (Episodi 111 - Episodi 115)
- Raúl Mérida - Toño (Episodi 116 - Episodi 120)
- Paca López - Marta (Episodi 124 - Episodi 128; Episodi 140)

#### Amb la col·laboració especial de
- María Garralón - Àvia de Lucía (Episodi 8)
- María José Alfonso - Doña Asunción (Episodi 12 - Episodi 15; Episodi 106 - Episodi 123)
- Jordi González – Ell mateix (Episodi 54)
- Antonio Resines - Rafael (Episodi 54 - Episodi 64; Episodi 70)
- Lolita Flores - Fernanda (Episodi 59)
- Silvia Tortosa - Amparo (Episodi 90 - Episodi 99)
- Antonio Dechent - Don Cosme (Episodi 106 - Episodi 110; Episodi 113)
- Juanma Rodríguez - Noi liberal (Episodi 110)
- Roberto Álvarez - Antonio (Episodi 116 - Episodi 120)
- Javivi - César Carrión (Episodi 124 - Episodi 128)

## Episodis i audiències
| Temp. | Temp. | Episodis | Estrena                | Final                  | Audiència mitjana | Audiència mitjana | Audiència mitjana |
| Temp. | Temp. | Episodis | Estrena                | Final                  | Espectadors       | Quota             |                   |
| ----- | ----- | -------- | ---------------------- | ---------------------- | ----------------- | ----------------- | ----------------- |
|       | 1     | 60       | 10 de març de 2014     | 3 de juny de 2014      | 840 000           | 6,8%              |                   |
|       | 2     | 70       | 4 de juny de 2014      | 12 de setembre de 2014 | 712 000           | 5,9%              |                   |
|       | 3     | 10       | 15 de setembre de 2014 | 26 de setembre de 2014 | 732 000           | 5,8%              |                   |
| Total | Total | 140      | 2014                   | 2014                   | 761 000           | 6,2%              |                   |